# Stallings
Stallings es un pueblo ubicado en el condado de Union y condado de Mecklenburg en el estado estadounidense de Carolina del Norte. La localidad en el año 2000, tenía una población de 3.189 habitantes en una superficie de 9,1 km², con una densidad poblacional de 349,3 personas por km².

## Geografía
Stallings se encuentra ubicado en las coordenadas 35°5′22″N 80°41′12″O / 35.08944, -80.68667. Según la Oficina del Censo, la localidad tiene un área total de 9,1 km² (3,5 mi²), de la cual 9,1 km² (3,5 mi²) es tierra y 0 km² (0 mi²) (0.0%) es agua.

### Localidades adyacentes
El siguiente diagrama muestra a las localidades en un radio de 12 kilómetros (7,5 mi) de Stallings.

## Demografía
En el 2000 la renta per cápita promedia del hogar era de $51.419, y el ingreso promedio para una familia era de $54.526. El ingreso per cápita para la localidad era de $22.352. En 2000 los hombres tenían un ingreso per cápita de $40.149 contra $26.467 para las mujeres. Alrededor del 5.0% de la población estaba bajo el umbral de pobreza nacional.